# ミック・グラバム
ミック・グラバム（Mick Grabham、1948年1月22日 - ）は、イギリスのギタリスト。本名は、マイケル・グラバム(Michael Grabham)。
イギリス出身。ロック・バンド、プロコル・ハルムの元メンバー。

## 略歴
グラバムは、1948年、イングランド北部のダラム州サンダーランドに生まれた。デイヴ・ボールが離脱した後、プロコル・ハルムのリードギターを引き受け、1973年発表のアルバム『グランド・ホテル』から1977年発表のアルバム『輪廻』まで務めた。その後、1997年、ロンドンの南西にあるサリー州のレッドヒルで開催されたプロコル・ハルムの30周年記念再結集パーティーでは、プロコル・ハルムとの共演を果たした。また、2000年には、ニュー・ロンドン・シンフォニア（New London Symphonia）と共に、同じサリー州にあるギルフォードで行なわれたプロコル・ハルムのミレニアム・コンサートに出演している。
また、映画『ロッキー・ホラー・ショー』のサウンドトラックで「ザ・ウェディング・マーチ」（The Wedding March）を演奏している。この時は、プロコル・ハルムの同僚でドラマーのB.J.ウィルソンも一緒だった。
なお、1960年代後半、グラバム（その頃、ミック・グラバム（Mick Graham）と宣伝されていた）は、元々はプラスティック・ペニーのギタリストとして活動していた。

## ディスコグラフィ

### リーダー・アルバム
- Mick The Lad (1972年、United Artists)